# テクメーッサ
テクメーッサ（古希: Τέκμησσα, Tekmēssa, 英: Tecmessa）は、ギリシア神話の女性である。主に、
- テレウタスの娘
- アマゾーンの1人

の2人が知られている。以下に説明する。

## テレウタスの娘
このテクメーッサは、プリュギアの王テレウタスの娘。大アイアースとの間にエウリュサケースとピライオスを生んだ。一説によるとピライオスはエウリュサケースの子。
ソポクレースは悲劇『アイアース』においてテクメーッサのことを、戦争で囚われの身となり、気性の激しい大アイアースの伽をつとめ、寵愛を受けていると歌っている。古代ローマの詩人ホラティウスも抒情詩集『カルミナ』の中で、大アイアースは美しいテクメーッサを大切にしたと歌っている。大アイアースの気が狂ったとき、テクメーッサは大アイアースの自殺を思いとどまらせることが出来なかった。彼女は大アイアースの死体を見つけた最初の人物の1人である。大アイアースの死後、テクメーッサがどうなったかは明らかではない。

## アマゾーンの1人
このテクメーッサは、アマゾーンの女性である。ヘーラクレースがアマゾーンの女王ヒッポリュテーの腰帯を奪いにやって来た際に、ヘーラクレースに抵抗して殺された女戦士の1人。